# The Long Road
The Long Road er en amerikansk stumfilm fra 1911 af D. W. Griffith.

## Medvirkende
- Blanche Sweet som Edith
- Grace Henderson
- Charles West som Ned
- Claire McDowell
- Edna Foster